# محمد أبلان
محمد أبلان ، (1 يناير 1990 -) هو ممثل يمني.

## أعماله[1]

### المسرحيات
- الوطن الكبير .
- الرسام شامخ .
- أنيين في الليل يسري .
- مهد الحياة .
- الهروب إلى الجحيم .
- كسر القيود .
- أحلام مؤجلة .
- كرامة في ورطة .
- القمة العربية .
- حادي القافلة .
- جني في القاهرة.

### المسلسلات
- شر البلية 4
- كيني ميني
- أصحاب
- قبل الفوات
- حي الحكمة
- الخفافيش
- ملح وسكر
- أحلام مؤجلة
- مع ورور
- ليالي الجحملية 1
- ليالي الجحملية 2
- شارك في عدة مهرجانات مسرحية محلية وعدد من الأوبريتات السياحية.